# Parque do Povo - Luiz Cláudio Hoffmann
Parque do Povo - Luiz Cláudio Hoffmann é um espaço público de lazer do município brasileiro de Toledo, no Paraná. Localizado no Jardim Planalto, próximo à Rodovia BR 467, também conhecida como Perimetral Norte, conta com diversas atrações de lazer e é aberto ao público todos os dias da semana. O acesso principal se dá pelo prolongamento da Rua 13 de Abril.

## Atrações
O complexo é composto por diversas atrações, algumas inspiradas em monumentos famosos, como os jardins do Palácio de Versailles, Jardim das Cerejeiras, Parque das Araucárias, coreto, pirâmide, escorretador e a "Ponte do Selo do Amor".

## Estrutura
O local conta com academia da terceira idade, parque infantil, pista para caminhada, ciclovia, estacionamento, lago, decks, parque para cachorros e sanitários.